# Bedsted-Grurup Sogn
Bedsted-Grurup Sogn er et sogn i Sydthy Provsti (Aalborg Stift). Sognet ligger i Thisted Kommune (Region Nordjylland). Indtil Kommunalreformen i 2007 lå det i Sydthy Kommune (Nordjyllands Amt). I sognet ligger Bedsted Kirke og Grurup Kirke.
Sognet blev dannet 1. juni 2018 ved en sammenlægning af Bedsted Sogn og Grurup Sogn.